# Ray Barretto
Ray Barretto (Brooklyn (New York), 29 april 1929 – Ridgewood (New Jersey), 17 februari 2006) was een Amerikaans musicus, gespecialiseerd in jazz en salsa.

## Leven
Barretto werd geboren uit Puerto Ricaanse ouders. Hij groeide op in de getto's van East Harlem en de Bronx waar hij kennis maakte met zowel de muziek uit Puerto Rico als de muziek van bands Duke Ellington en Dizzy Gillespie.
Op 17-jarige leeftijd ontsnapte hij aan de getto's door in militaire dienst te gaan.
Na terugkomst uit militaire dienst in 1949 leerde hij, beïnvloed door congaspeler Chano Pozo op de plaat "Manteca", de conga te bespelen en snel verkeerde hij in de hoogste kringen van de latin muziek. Tot kort voor zijn dood bleef hij actief congaspeler.
Barretto overleed in het ziekenhuis als gevolg van complicaties na een hartoperatie.

## Muzikale carrière
Hoewel Barretto vooral bekend is als leider van enkele bands, begint zijn carrière als conga speler bij jazz opnames.
Barretto begint in Eddie Bonnemere's Latin Jazz Combo. Daarna speelt hij vier jaar bij de Cubaanse band leider en pianist Jose Curbelo. In 1957 vervangt hij Mongo Santamaria in de band van Tito Puente. Zijn eerste plaat, Dance Mania, maakt hij met hem.
Na vier jaar met Puente is Barretto een van de meest gevraagde percussionisten. Hij doet jamsessies met beroemdheden als Max Roach, Charlie Parker en Art Blakey en neemt platen op met Sonny Stitt, Lou Donaldson, Red Garland, Gene Ammons, Eddie "Lockjaw" Davis, Julian Cannonball Adderley, Freddie Hubbard, Cal Tjader, Dizzy Gillespie, en vele anderen.
In 1961 wordt Barretto bandleider als Riverside Records hem vraagt een charanga te formeren voor een opname. Uit deze samenwerking komen laten voort als Pachanga With Barretto, Latin jam Latino en Charanga Moderna (1962).
Het nummer "El Watusi" van deze laatste plaat bereikte de Amerikaanse Top-20 en werd een gouden plaat.
De volgende acht platen (1963-1966) waren geen van alle een commercieel succes. In 1967 tekent Barretto een contract met Fania Records, ruilt de violen in voor koperblazers en wordt populair met Acid. Tussen 1968 en 1975 neemt hij negen succesvolle platen op, waaronder de bekende Que Viva La Musica, Carnaval (beide 1972), Indestructible (1973) met liedjes van Cubaanse componisten, en de bestseller Barretto (1975) met de hit "Guarare". Deze laatste plaat levert hem in 1976 een Grammy Award nominatie op. In 1975 en 1976 wordt hij uitgeroepen tot beste congaspeler van het jaar.
Eind 1975 stopt Barretto met het vermoeiende werk in nachtclubs. Hij gaat verder met zij band onder de naam "Guarare" waarmee hij drie platen maakt Guarare (1977), Guarare (1979) en Onda Tipica (1981). 
Daarnaast blijft hij bezig met het organiseren van een fusion-band, maar commercieel wordt dat een flop. Desondanks wordt hij in 1977 opnieuw 'Best Conga Player Of The Year'.
In 1979 gat hij terug naar Fania Records en hervat de samenwerking met Adalberto Santiago (die in 1972 met vier bandleden van het Ray Barretto Orchestra verliet en een eigen band, "Tipica 73", had opgericht). Zij maken progressieve salsa op Rican/Struction dat in 1980 in Latin NY de titel Album Of The Year krijgt. Meer successen volgen met Giant Force (1980) en Rhythm of Life (1982).
In 1983 maakt Barretto samen met Celia Cruz en Adalberto het vele prijzen winnende Tremendo Trio!. De tweede samenwerking met Cruz, Ritmo En El Corazon, komt eind 1988 uit en levert hem in 1990 de Grammy Award op.
Irresistible (1989) valt qua stijl onder de salsa romántica en wordt als een van Barretto's zwakkere platen gezien. 
Barretto was lid van de Fania All Stars sinds de oprichting in 1968. Eind jaren 90 maakt hij opnames met onder andere since Eddie Gomez, Kenny Burrell, Joe Lovano en Steve Turre. 
Barretto maakt alles bij elkaar meer dan vijftig albums, waarin hij geregeld jazz, salsa, soul en andere stijlen met elkaar in contact bracht.

## Discografie
- Manteca (1958)
- Barretto Para Bailar (1961)
- Charanga Moderna (1962)
- Concinando Suave (1962)
- Moderna, La & El Watussi (1962)
- Pachanga (1962)
- Latino! (1963)
- On Fire Again & Danzon de Paganini (1963)
- On Fire Again (1963)
- The Big Hits Latin Style (1963)
- Guajira Y Guaguanco (1964)
- Swing La Moderna & Los Cueros (1964)
- Viva Watusi! (1965)
- El Ray Criollo (1966)
- Senor 007 (1966)
- Alma Alegre (1967)
- Soul Drummer (1967)
- Acid (1968)
- Fiesta en El Barrio (1968)
- Hard Hands [Fania] (1968)
- Something to Remember (1970)
- Together (1970)
- From the Beginning (1971)
- Barretto Power (1972)
- Cocinando  (1972)
- Head Sounds  (1972)
- Message  (1972)
- Carnaval (1973)
- The Other Road (1973)
- Barretto (1975)
- Tomorrow: Barretto Live (1976)
- Energy to Burn (1977)
- Eye of the Beholder (1977)
- Can You Feel It? (1978)
- Gracias (1978)
- La Cuna (1979)
- Rican/Struction (1979)
- Giant Force   (1980)
- Todo Se Va Poder (1980)
- Soy Dichoso (1981)
- Que Viva La Musica (1982)
- Rhythm of Life (1982)
- The Best of Ray Barretto (1984)
- Aqui Se Puede (1987)
- Hard Hands [Charly] (1988)
- Ray Barretto (1990)
- Handprints (1991)
- Ancestral Messages (1992)
- Irresistible (1992)
- Live in New York (1992)
- Indestructible (1993)
- Latino con Soul (1994)
- Taboo (1994)
- Beyond the Barrio (1995)
- Descarga (1995)
- Latin Gold Collection (1995)
- Moderna de Siempre (1995)
- My Summertime (1995)
- Contact! (1997)
- Les Incontournables (2000)
- Portraits in Jazz and Clave (2000)
- Ritmo en el Corazon (2000)
- Barreto 50th Anniversary (2001)
- Salsa Caliente de Nu York! [Music Club] (2001)
- Salsa Caliente de Nu York! [Nascente] (2001)
- Salsa: Best of.. (2001)
- Trancedance (2001)
- Bomba Bomba (2002)
- Homage to Art Blakey (2002)
- Hot Hands (2003)

- Biblioteca Nacional de España: XX879082
- Bibliothèque nationale de France: cb13891182h (data)
- Gemeinsame Normdatei: 134321723
- International Standard Name Identifier: 0000 0000 6303 7768
- Library of Congress Control Number: n81058239
- MusicBrainz: 169153fd-ba80-401a-8ccd-2825efaf9155
- Nationale Bibliotheek van Tsjechië: xx0043081
- Nationale Bibliotheek van Israël: 987007361725105171
- Nederlandse Thesaurus van Auteursnamen: 071973915
- Istituto Centrale per il Catalogo Unico: MODV149182
- LIBRIS: 275848
- SNAC: w6c5872s
- Système universitaire de documentation: 068772203
- Virtual International Authority File: 34642499
- WorldCat: E39PBJp9wqjWBfJt9g94qBHXBP